# Slivník
Slivník (bis 1948 slowakisch „Silvaš“; ungarisch Szilvásújfalu) ist eine Gemeinde im Osten der Slowakei mit 760 Einwohnern (Stand 31. Dezember 2024), die zum Okres Trebišov, einem Kreis des Košický kraj, gehört. Sie ist Teil der traditionellen Landschaft Zemplín.

## Geographie
Die Gemeinde befindet sich im südwestlichen Teil des Ostslowakischen Tieflands unterhalb des Gebirges Slanské vrchy an den Flüsschen Terebľa und Roňava, nahe der slowakisch-ungarischen Staatsgrenze. Das Ortszentrum liegt auf einer Höhe von 172 m n.m. und ist 18 Kilometer von Trebišov entfernt.
Nachbargemeinden sind Slanské Nové Mesto im Norden, Egreš im Nordosten, Čeľovce im Osten, Kuzmice im Süden, Slanská Huta im Südwesten und Kalša im Nordwesten.

## Geschichte
Das Gemeindegebiet von Slivník wurde in der Jungsteinzeit besiedelt, mit Funden einer Siedlung aus der Kupfersteinzeit sowie weiteren Funden aus der Hallstattzeit und Römerzeit.
Der heutige Ort wurde zum ersten Mal 1321 als Vifalu beziehungsweise Wyfalu schriftlich erwähnt und gehörte zum Besitz des niederen Adels. Die bedeutendsten Besitzer bis 1730 stammten aus der Familie Ujfalussy und ab 1770 aus der Familie Vécsey. Standesaufstände des 17. und frühen 18. Jahrhunderts sowie Pestepidemien führten zur Verringerung der Bevölkerung, sodass es 1715 nur sieben verlassene und sechs bewohnte Haushalte gab. Danach wurde Slivník durch slowakische und russinische Bevölkerung neu besiedelt. 1787 hatte die Ortschaft 59 Häuser und 486 Einwohner, 1828 zählte man 73 Häuser und 549 Einwohner, die als Landwirte beschäftigt waren.
Bis 1918/1919 gehörte der im Komitat Semplin liegende Ort zum Königreich Ungarn und kam danach zur Tschechoslowakei beziehungsweise heute Slowakei.

## Bevölkerung
| Jahr                | 1994 | 2004 | 2014    | 2024    |
| ------------------- | ---- | ---- | ------- | ------- |
| Anzahl der Personen | 800  | 784  | 772     | 760     |
| Unterschied         |      | −2 % | −1,53 % | −1,55 % |

| Jahr                | 2023 | 2024    |
| ------------------- | ---- | ------- |
| Anzahl der Personen | 755  | 760     |
| Unterschied         |      | +0,66 % |

Nach der Volkszählung 2011 wohnten in Slivník 801 Einwohner, davon 764 Slowaken sowie jeweils drei Magyaren und Tschechen. 31 Einwohner machten keine Angabe zur Ethnie.
542 Einwohner bekannten sich zur römisch-katholischen Kirche, 197 Einwohner zur griechisch-katholischen Kirche, sechs Einwohner zur Evangelischen Kirche A. B., jeweils vier Einwohner zur apostolischen Kirche und zur reformierten Kirche, zwei Einwohner zu den Zeugen Jehovas und ein Einwohner zur orthodoxen Kirche. 12 Einwohner waren konfessionslos und bei 33 Einwohnern wurde die Konfession nicht ermittelt.

## Bauwerke
- römisch-katholische Kirche im neogotischen Stil aus dem Jahr 1914
- Landsitz im klassizistischen Stil aus der ersten Hälfte des 19. Jahrhunderts

## Söhne und Töchter der Gemeinde
- Hugo Princz (1922–2001), Holocaustüberlebender